# Glochidion reinwardtii
Glochidion reinwardtii là một loài thực vật có hoa trong họ Diệp hạ châu. Loài này được (Müll.Arg.) Boerl. mô tả khoa học đầu tiên năm 1900.